# Astragalus shiroumensis
Astragalus shiroumensis là một loài thực vật có hoa trong họ Đậu. Loài này được Makino miêu tả khoa học đầu tiên.